# Lolipop
Lolipop è un singolo della cantante turca Gülşen, pubblicato l'11 marzo 2022.

## Video musicale
Il video musicale, diretto da Metin Arolat, è stato reso disponibile in concomitanza con l'uscita del brano.

## Tracce
Testi e musiche di Gülşen Bayraktar.
Download digitale, streaming
1. Lolipop – 2:59

Download digitale, streaming – Elber Tuktus Remix
1. Lolipop (Elber Tuktus Remix) – 2:58

## Formazione
- Gülşen – voce
- Ozan Çolakoğlu – arrangiamento

## Classifiche
| Classifica (2022) | Posizione massima |
| ----------------- | ----------------- |
| Turchia           | 8                 |